# Nati nel 1939/Maggio
| Questa pagina contiene informazioni ricavate automaticamente dalle voci biografiche con l'ausilio del template Bio e di un bot. L'aggiornamento è periodico e automatico e ricostruisce completamente la pagina. Se manca una persona in questa lista, sei pregato di non aggiungerla, ma accertati piuttosto che la sua voce biografica contenga il template Bio e che i dati anagrafici siano correttamente compilati. Se il template Bio manca, inseriscilo tu stesso o, in alternativa, metti l'avviso {{tmp\|Bio}} che ne segnala la mancanza. Se i dati riportati sono sbagliati, correggi direttamente la voce biografica; le modifiche saranno visibili in questa lista entro pochi giorni. Per chiarimenti vedi il progetto biografie. La lista contiene solo le 219 persone che sono citate nell'enciclopedia e per le quali è stato implementato correttamente il template Bio. Pagina aggiornata al 2 ago 2025. |

- 1º maggio - Aba Cercato, conduttrice televisiva e annunciatrice televisiva italiana
- 1º maggio - Judy Collins, cantautrice e attrice statunitense
- 1º maggio - Wilhelmina Cooper, supermodella e imprenditrice olandese († 1980)
- 1º maggio - Christiane Hammacher, attrice tedesca
- 1º maggio - Isabella, cantante, attrice e cabarettista italiana († 2025)
- 1º maggio - Francisco Majewski, calciatore uruguaiano († 2012)
- 1º maggio - Johano Strasser, politologo e scrittore tedesco
- 2 maggio - Tony Asher, paroliere britannico
- 2 maggio - Luciano Bernasconi, fumettista italiano
- 2 maggio - Angelo Caloia, economista, banchiere e politico italiano
- 2 maggio - Ernesto Castano, calciatore italiano († 2023)
- 2 maggio - Fortunato Franco, calciatore indiano († 2021)
- 2 maggio - Sumio Iijima, fisico giapponese
- 2 maggio - Leonid Semënovič Kanevskij, attore russo
- 3 maggio - Gianfranco Calligarich, scrittore, sceneggiatore e giornalista italiano († 2024)
- 3 maggio - Giorgio Cigna, incisore, scultore e pittore italiano († 2005)
- 3 maggio - Jonathan Harvey, compositore britannico († 2012)
- 3 maggio - Luis Juracy, ex calciatore brasiliano
- 3 maggio - Dennis O'Neil, fumettista, scrittore e curatore editoriale statunitense († 2020)
- 4 maggio - Roberto Girometti, direttore della fotografia, sceneggiatore e regista italiano
- 4 maggio - Paul Gleason, attore statunitense († 2006)
- 4 maggio - Mannie Jackson, ex cestista e imprenditore statunitense
- 4 maggio - Harold Jarman, allenatore di calcio e ex calciatore inglese
- 4 maggio - Vladimir Lagrange, fotografo russo († 2022)
- 4 maggio - Amos Oz, scrittore e saggista israeliano († 2018)
- 4 maggio - Remo Pennati, calciatore italiano († 2015)
- 4 maggio - Léon Rochefort, ex hockeista su ghiaccio canadese
- 5 maggio - Guido Bellini, generale italiano († 2023)
- 5 maggio - Ugo Fornari, psichiatra e scrittore italiano
- 5 maggio - Ray Gosling, giornalista e attivista inglese († 2013)
- 5 maggio - Federica Ranchi, attrice italiana († 2025)
- 5 maggio - Alison Seebohm, attrice britannica († 2015)
- 5 maggio - Bill Watts, ex wrestler, imprenditore e produttore televisivo statunitense
- 6 maggio - Chet Allen, cantante e attore statunitense († 1984)
- 6 maggio - Piero Dotti, ex calciatore italiano
- 6 maggio - Dennis Johnson, velocista giamaicano († 2021)
- 6 maggio - Ciro Vigorito, dirigente sportivo, giornalista e imprenditore italiano († 2010)
- 6 maggio - Žanna Dmitrievna Ërkina, cosmonauta russa († 2015)
- 7 maggio - José Antonio Abreu, musicista, attivista e politico venezuelano († 2018)
- 7 maggio - Sidney Altman, chimico statunitense († 2022)
- 7 maggio - Volker Braun, poeta e scrittore tedesco
- 7 maggio - Francesco Casati, politico italiano († 1992)
- 7 maggio - Pierantonio Costa, diplomatico e imprenditore italiano († 2021)
- 7 maggio - Ruggero Deodato, regista, sceneggiatore e attore italiano († 2022)
- 7 maggio - Ruud Lubbers, imprenditore, diplomatico e politico olandese († 2018)
- 7 maggio - Jean-Lucien Savi de Tové, politico togolese
- 7 maggio - Marco St. John, attore statunitense
- 7 maggio - Ronei Paulo Travi, ex calciatore brasiliano
- 8 maggio - Paul Drayton, velocista statunitense († 2010)
- 8 maggio - János Göröcs, calciatore ungherese († 2020)
- 8 maggio - Tadateru Konoe, funzionario giapponese
- 8 maggio - Kornelija Meglaj, ex cestista jugoslava
- 8 maggio - Jean Obeid, politico e giornalista libanese († 2021)
- 8 maggio - Maurizio Ponzi, critico cinematografico e regista italiano
- 9 maggio - Emanuele Aliotta, imprenditore italiano († 2010)
- 9 maggio - James Bardeen, fisico e cosmologo statunitense († 2022)
- 9 maggio - Ralph Boston, lunghista statunitense († 2023)
- 9 maggio - Gian Carlo Caselli, ex magistrato e saggista italiano
- 9 maggio - Constance Demby, compositrice e polistrumentista statunitense († 2021)
- 9 maggio - Pierre Desproges, umorista francese († 1988)
- 9 maggio - Pádraig Flynn, politico irlandese
- 9 maggio - John Uzo Ogbu, antropologo nigeriano († 2003)
- 9 maggio - Mark Smolinski, ex giocatore di football americano statunitense
- 9 maggio - Ion Țiriac, ex tennista, ex hockeista su ghiaccio e imprenditore rumeno
- 9 maggio - Giorgio Zancanaro, baritono italiano
- 10 maggio - Wayne Cochran, cantante statunitense († 2017)
- 10 maggio - Robert Darnton, storico statunitense
- 10 maggio - Irio De Paula, chitarrista e compositore brasiliano († 2017)
- 10 maggio - Elena Lagorara, ginnasta italiana († 2003)
- 10 maggio - Franco Pacini, astrofisico italiano († 2012)
- 10 maggio - Janusz Różycki, ex schermidore polacco
- 10 maggio - Mary Sears, ex nuotatrice statunitense
- 10 maggio - Bob Valentine, ex arbitro di calcio scozzese
- 10 maggio - Witold Woyda, schermidore polacco († 2008)
- 11 maggio - Dumitru Burlan, ex militare rumeno
- 11 maggio - René Cardona Jr., regista, attore e produttore cinematografico messicano († 2003)
- 11 maggio - Javier González, calciatore peruviano († 2018)
- 11 maggio - Adriana Mulassano, giornalista italiana
- 11 maggio - Cornel Porumb, altista rumeno († 2007)
- 11 maggio - Antoine Rufenacht, politico francese († 2020)
- 11 maggio - Félix Salinas, calciatore peruviano († 2021)
- 11 maggio - Ramón Siragusa, ex cestista portoricano
- 11 maggio - Tamara Zamotajlova, ex ginnasta sovietica
- 11 maggio - Samih al-Qasim, poeta e giornalista palestinese († 2014)
- 12 maggio - Gianni Cosetti, imprenditore e cuoco italiano († 2001)
- 12 maggio - Jalal Dabagh, politico, scrittore e giornalista iracheno
- 12 maggio - Miltiadīs Evert, politico greco († 2011)
- 12 maggio - Chuck Hull, ingegnere, inventore e imprenditore statunitense
- 12 maggio - Liisa Kauppinen, avvocato finlandese
- 12 maggio - Ali Kitonsa, calciatore ugandese († 2013)
- 12 maggio - Ernesto Lupo, magistrato italiano
- 13 maggio - Masao Adachi, regista e sceneggiatore giapponese
- 13 maggio - Giorgio Bandini, ex calciatore italiano
- 13 maggio - Johnny Byrne, allenatore di calcio e calciatore britannico († 1999)
- 13 maggio - Hildrun Claus, ex lunghista tedesca
- 13 maggio - Erik Eriksen, allenatore di calcio e ex calciatore norvegese
- 13 maggio - Peter Frenkel, ex marciatore tedesco
- 13 maggio - Harvey Keitel, attore statunitense
- 13 maggio - Giovanni Trapletti, calciatore italiano († 1991)
- 14 maggio - Vladimir Antošin, scacchista sovietico († 1994)
- 14 maggio - Mohamed Mediène, generale algerino
- 14 maggio - Aleksandr Petrov, cestista sovietico († 2001)
- 14 maggio - Veruschka, supermodella e attrice tedesca
- 15 maggio - Nelly Fioramonti, cantante italiana († 1973)
- 15 maggio - Barbara Hammer, regista statunitense († 2019)
- 15 maggio - Dorothy Shirley, ex altista britannica
- 16 maggio - Antonio Coggio, compositore, arrangiatore e produttore discografico italiano († 2021)
- 16 maggio - Eugenio Dal Corso, cardinale e vescovo cattolico italiano († 2024)
- 16 maggio - Pietro Fongaro, tenore italiano († 2016)
- 16 maggio - Walter Messa, ex tuffatore italiano
- 16 maggio - Mario Mori, generale e prefetto italiano
- 16 maggio - Pascal Salin, economista francese
- 16 maggio - Mariotto Segni, politico e giurista italiano
- 17 maggio - David H. Ahl, editore statunitense
- 17 maggio - Mario Biondi, scrittore, giornalista e traduttore italiano
- 17 maggio - Vinicio Facca, calciatore italiano († 2011)
- 17 maggio - Kerstin Jacobsson, ex sciatrice alpina svedese
- 17 maggio - Valerij Korolenkov, calciatore sovietico († 2007)
- 17 maggio - Eddie Magill, allenatore di calcio e ex calciatore nordirlandese
- 17 maggio - Diego Rafael Padrón Sánchez, cardinale e arcivescovo cattolico venezuelano
- 17 maggio - Gary Paulsen, scrittore statunitense († 2021)
- 17 maggio - Emilio Vesce, politico e giornalista italiano († 2001)
- 18 maggio - Ivano Barberini, dirigente d'azienda e dirigente pubblico italiano († 2009)
- 18 maggio - Hark Bohm, regista, attore e sceneggiatore tedesco
- 18 maggio - Patrick Cormack, politico, storico e giornalista britannico († 2024)
- 18 maggio - Giovanni Falcone, magistrato italiano († 1992)
- 18 maggio - Dave Gillanders, ex nuotatore statunitense
- 18 maggio - Peter Grünberg, fisico tedesco († 2018)
- 18 maggio - Luciano Paccagnella, ex multiplista italiano
- 18 maggio - Paolo Zamboni, ostacolista italiano († 1969)
- 19 maggio - Mariano Agate, mafioso italiano († 2013)
- 19 maggio - Livio Berruti, ex velocista italiano
- 19 maggio - Sonny Fortune, flautista e sassofonista statunitense († 2018)
- 19 maggio - James Fox, attore britannico
- 19 maggio - Vladimir Gorjaev, ex triplista sovietico
- 19 maggio - Nancy Kwan, attrice cinese
- 19 maggio - Jānis Lūsis, giavellottista sovietico († 2020)
- 19 maggio - Balu Mahendra, direttore della fotografia, regista e sceneggiatore indiano († 2014)
- 19 maggio - Dick Scobee, astronauta statunitense († 1986)
- 19 maggio - John Sheahan, musicista e polistrumentista irlandese
- 19 maggio - Antônio dos Santos Nascimento, allenatore di calcio e calciatore brasiliano († 2018)
- 20 maggio - Paola Bacci, attrice italiana († 2024)
- 20 maggio - Hanna Eigel, ex pattinatrice artistica su ghiaccio austriaca
- 20 maggio - Armanno Favalli, calciatore italiano († 1965)
- 21 maggio - Janilla Bruckmann, scrittrice e antropologa italiana († 2024)
- 21 maggio - Luciano Cian, psicologo e presbitero italiano († 1993)
- 21 maggio - David Groh, attore statunitense († 2008)
- 21 maggio - Heinz Holliger, oboista, direttore d'orchestra e compositore svizzero
- 21 maggio - José Manuel Lasa, ciclista su strada spagnolo
- 21 maggio - Raúl Madero, calciatore argentino († 2021)
- 21 maggio - Ivo Mahlknecht, sciatore alpino e allenatore di sci alpino italiano († 2020)
- 21 maggio - Peter Phillips, artista britannico († 2025)
- 21 maggio - Paolo Antonio Pirazzoli, geologo italiano († 2017)
- 21 maggio - Tony Rohr, attore irlandese († 2023)
- 21 maggio - Sofiko Čiaureli, attrice georgiana († 2008)
- 22 maggio - Raúl Decaría, calciatore argentino († 2024)
- 22 maggio - John Green, allenatore di calcio e calciatore inglese († 2010)
- 22 maggio - Lars Ivarsson, tiratore a segno svedese
- 22 maggio - Alessandro Quasimodo, attore, regista teatrale e poeta italiano († 2025)
- 22 maggio - Larry Siegfried, cestista e allenatore di pallacanestro statunitense († 2010)
- 22 maggio - Arkadij Ter-Tadevosjan, generale armeno († 2021)
- 22 maggio - Ian Underwood, sassofonista, flautista e pianista statunitense
- 22 maggio - Leon Wiegard, ex pallanuotista australiano
- 22 maggio - Paul Winfield, attore statunitense († 2004)
- 23 maggio - Viktor Bol'šov, ex altista sovietico
- 23 maggio - Michel Colombier, compositore francese († 2004)
- 23 maggio - Reinhard Hauff, regista e sceneggiatore tedesco
- 23 maggio - Franco Iseppi, dirigente pubblico, produttore televisivo e autore televisivo italiano
- 23 maggio - Marvin Stamm, trombettista statunitense
- 23 maggio - Robert A. M. Stern, architetto statunitense
- 24 maggio - Carlo Cotti, regista italiano
- 24 maggio - Cristoforo Palmieri, vescovo cattolico italiano
- 24 maggio - Gina Pane, performance artist francese († 1990)
- 24 maggio - Vladimir Zlatoustovskij, regista sovietico († 2019)
- 25 maggio - Ferdinand Bracke, ex ciclista su strada, pistard e dirigente sportivo belga
- 25 maggio - Dixie Carter, attrice statunitense († 2010)
- 25 maggio - Mike Harris, pilota automobilistico sudafricano († 2021)
- 25 maggio - Walter Antonio Jiménez, calciatore argentino († 2023)
- 25 maggio - Ian McKellen, attore britannico
- 25 maggio - Marwell Periotti, calciatore argentino († 2004)
- 26 maggio - Sergiu Celac, politico e diplomatico rumeno
- 26 maggio - Cesare Fiorio, dirigente sportivo italiano
- 26 maggio - Vitalij Galkov, canoista sovietico († 1998)
- 26 maggio - Manfred Kanther, politico tedesco
- 26 maggio - Brent Musburger, giornalista, attore e doppiatore statunitense
- 26 maggio - Brunello Spinelli, pallanuotista italiano († 2018)
- 26 maggio - Herb Trimpe, fumettista statunitense († 2015)
- 27 maggio - Frank Bidart, poeta statunitense
- 27 maggio - Sarah Caudwell, scrittrice britannica († 2000)
- 27 maggio - Sokratis Kokkalis, imprenditore greco
- 27 maggio - Ulisse Santicchi, scenografo, costumista e regista teatrale italiano
- 27 maggio - Don Williams, cantautore statunitense († 2017)
- 27 maggio - José Maria dos Santos Motta, ex cestista e ex calciatore brasiliano
- 28 maggio - Maeve Binchy, scrittrice irlandese († 2012)
- 28 maggio - Dieter Erler, calciatore tedesco orientale († 1998)
- 28 maggio - Jurij Grigorovskij, ex pallanuotista sovietico
- 28 maggio - Massimo Fabrizio Martelli, medico e ematologo italiano
- 28 maggio - Tom Thabane, politico lesothiano
- 29 maggio - Moira Abernethy, ex nuotatrice sudafricana
- 29 maggio - Mary Banotti, politica irlandese († 2024)
- 29 maggio - Isabelle Corey, attrice francese († 2011)
- 29 maggio - Salvatore Sechi, storico italiano
- 29 maggio - Al Unser, pilota automobilistico statunitense († 2021)
- 29 maggio - Luigi Vinci, politico italiano
- 29 maggio - Givi Čikvanaja, pallanuotista sovietico († 2018)
- 30 maggio - Alberto Alessi, politico italiano († 2022)
- 30 maggio - Ştefan Kroner, ex pallanuotista rumeno
- 30 maggio - Michael J. Pollard, attore statunitense († 2019)
- 30 maggio - Dieter Quester, ex pilota automobilistico austriaco
- 30 maggio - Michael Small, compositore statunitense († 2003)
- 30 maggio - Marisa Solinas, attrice e cantante italiana († 2019)
- 31 maggio - Italo Cucci, giornalista e saggista italiano
- 31 maggio - Tim Graham, ex velocista britannico
- 31 maggio - Hedwig Keppelhoff-Wiechert, politica tedesca
- 31 maggio - Dalmazio Masini, paroliere italiano († 2018)
- 31 maggio - Magnus, fumettista italiano († 1996)
- 31 maggio - Maria Gioia Tavoni, bibliografa italiana († 2025)
- 31 maggio - Terry Waite, scrittore britannico
- 31 maggio - Al Young, scrittore e poeta statunitense († 2021)